# Museum Walserhaus
Le musée Walserhaus Gurin se trouve dans le canton du Tessin à Bosco Gurin, village caractéristique de la culture Walser. Ce plus ancien musée ethnographique du Tessin est géré par l'Association Walserhaus Gurin.

## L'Association Walserhaus Gurin
Fondée en 1936, l’Association Walserhaus Gurin a pour but de sauvegarder et valoriser la culture Walser ainsi que la langue de Bosco Gurin, le Ggurijnartitsch. L’association a pour objectifs:  
- sauvegarder le patrimoine historique, culturel et linguistique des Walser de Gurin;
- contribuer à un large rayonnement des origines, de l’histoire et des traditions de Gurin;
- illustrer par le biais d'un musée ethnographique l’histoire et la culture de la communauté Walser de Gurin, mais aussi des autres colonies Walser, surtout de celle du village voisin de Pomatt (Val Formazza)[1].

## Histoire

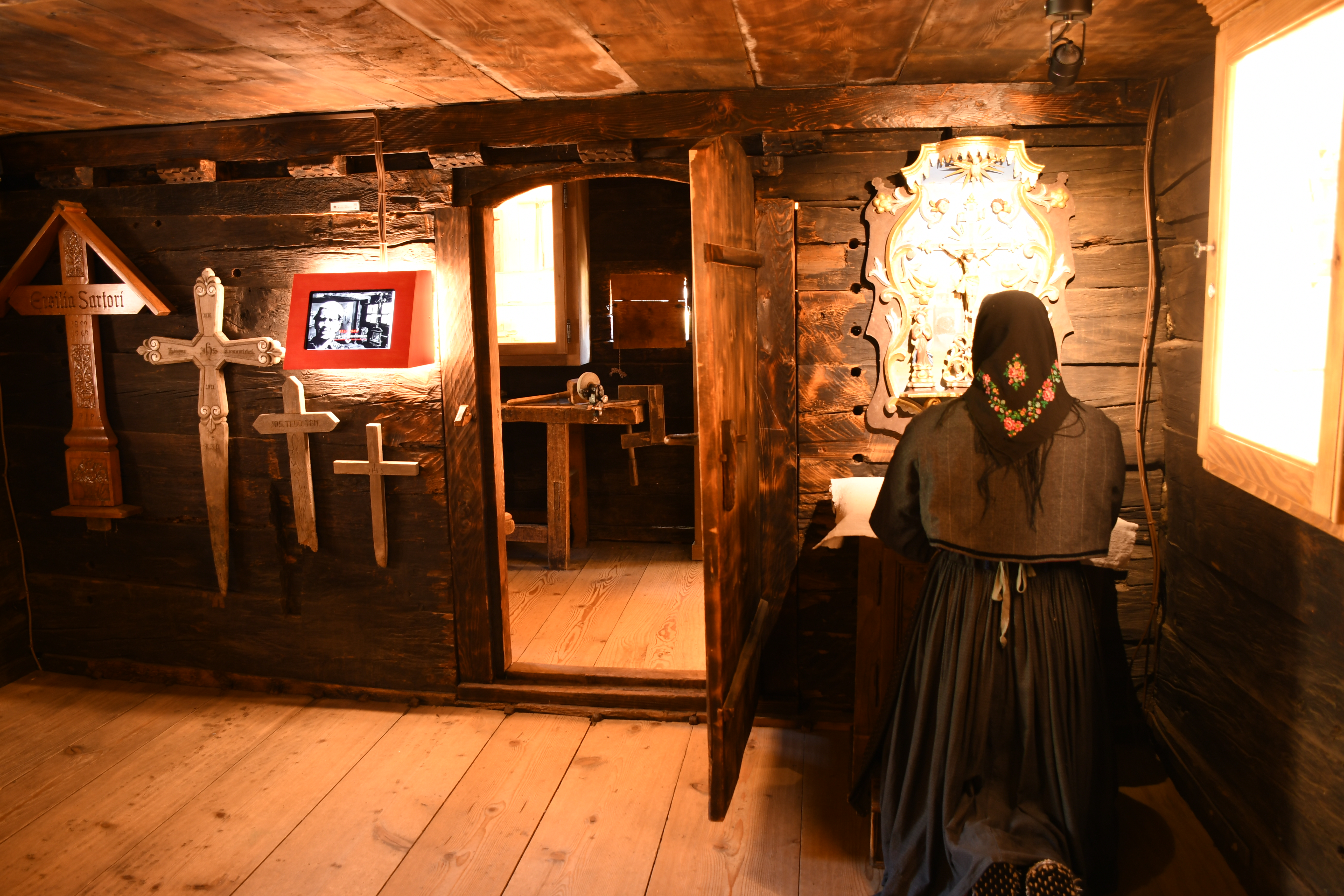
Exposition permanente à l'intérieur de la maison-musée après la rénovation en 2018 et l'installation des infoboxes interactifs.

Le musée Walserhaus, inauguré en 1938 comme premier musée ethnographique du canton du Tessin, est établi dans une habitation datant de 1386 conservée dans sa structure originale. Les collections se sont progressivement enrichies. Cette maison-musée réunit aussi les habitants de Gurin et permet de renforcer les liens avec d'autres colonies Walser de l’arc alpin. 
En 2006, l'exposition permanente a été complètement revue pour s'étendre aussi sur la grange voisine et le jardin potager. Depuis 2009, le musée dispose en outre d’une deuxième grange pour des expositions temporaires ou pour des activités artisanales. En 2016, un nouveau projet de modernisation a été lancé pour valoriser le patrimoine architectural, la collection et le dialecte local Ggurijnartitsch. En 2020, le musée Walserhaus a été nommé pour le prix du musée européen de l’année (EMYA); en 2021, il a remporté le Prix Meyvaert pour la durabilité, qui est conféré à un musée qui fait preuve d'un engagement exceptionnel en faveur de la durabilité sociale, économique et environnementale dans son mode de fonctionnement et/ou dans la manière dont il présente les questions de durabilité dans ses expositions et ses projets.

## La maison-musée

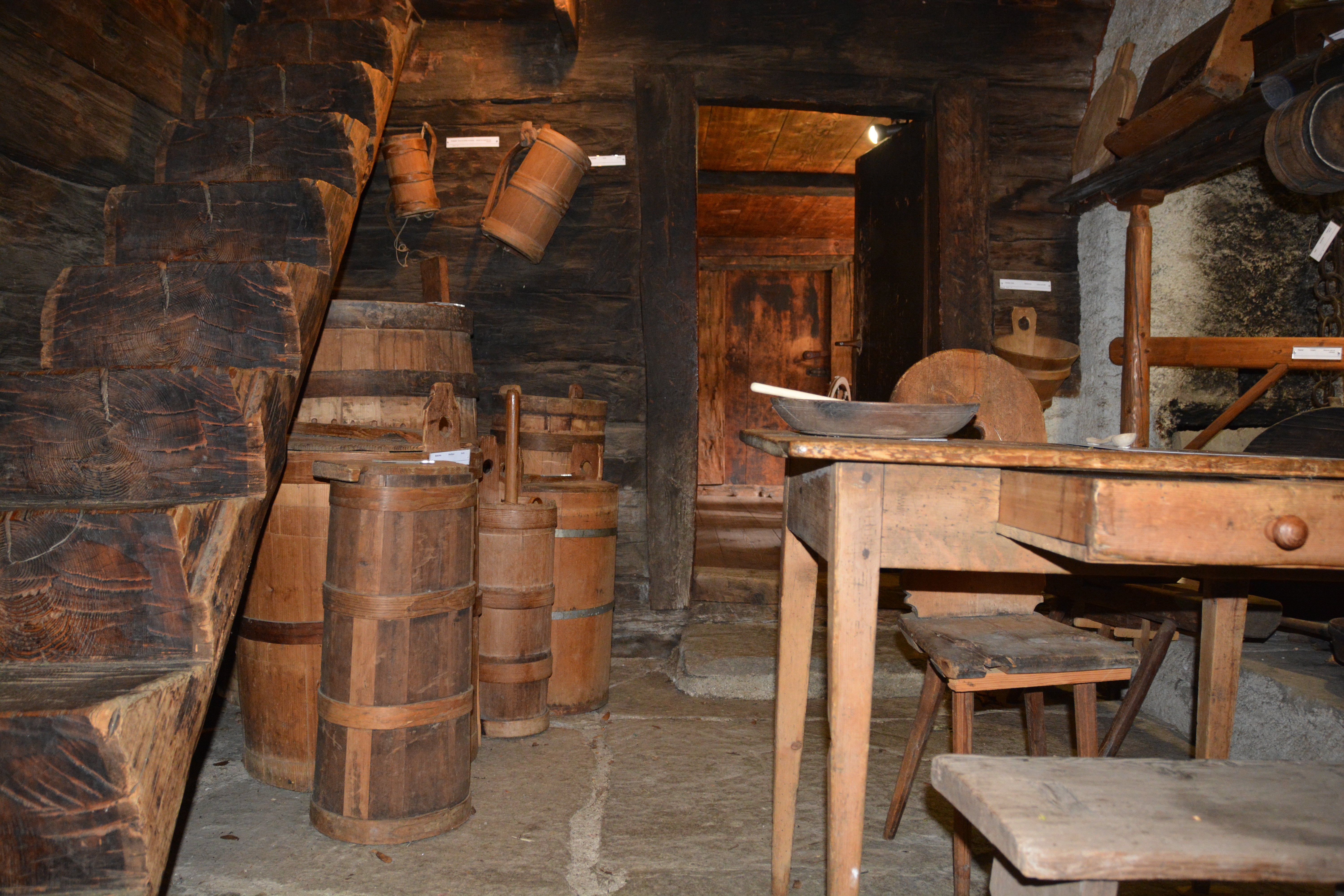
Exposition permanente dans la maison-musée avant le renouvellement de 2018.

Cette demeure de 1386, parfaite illustration de la culture Walser et l'un des édifices ruraux les plus anciens de l’arc alpin, était initialement prévue pour deux familles. L'une des salles est consacrée à Hans Tomamichel (1899 – 1984), artiste et graphiste natif de Gurin et connu, entre autres, pour ses graffiti réalisés dans toute la Suisse (dont une vingtaine à Bosco Gurin) et pour ses illustrations publicitaires créées pour Knorr, Nestlé et Caritas. Tomamichel fut aussi un des cofondateurs de l’Association Walserhaus et contribua à obtenir une vision d’ensemble de la culture Walser.  
Les deux granges voisines abritent respectivement une exposition permanente consacrée à l’agriculture de montagne et des expositions temporaires, tandis que le jardin potager joue un rôle didactique.

## Le musée dans le territoire
Le projet Ggurijnar Cheschtschi (Coffret de Gurin) présente, le long d'un parcours didactique, diverses activités illustrées par une série de brochures qui permettent d’approfondir les thèmes autour des traditions, de la langue, de l’art et du territoire.  

## Le jardin d'exposition et leMåtzufåmm
« Iaschi Ååna hèd eistar ggseit, fer an güata Måtzufåmm z heigin, müassmu zacha Såcha dretüa – Notre  grand-mère disait toujours que pour préparer une bonne soupe Måtzufåmm il  faut au moins dix ingrédients. »

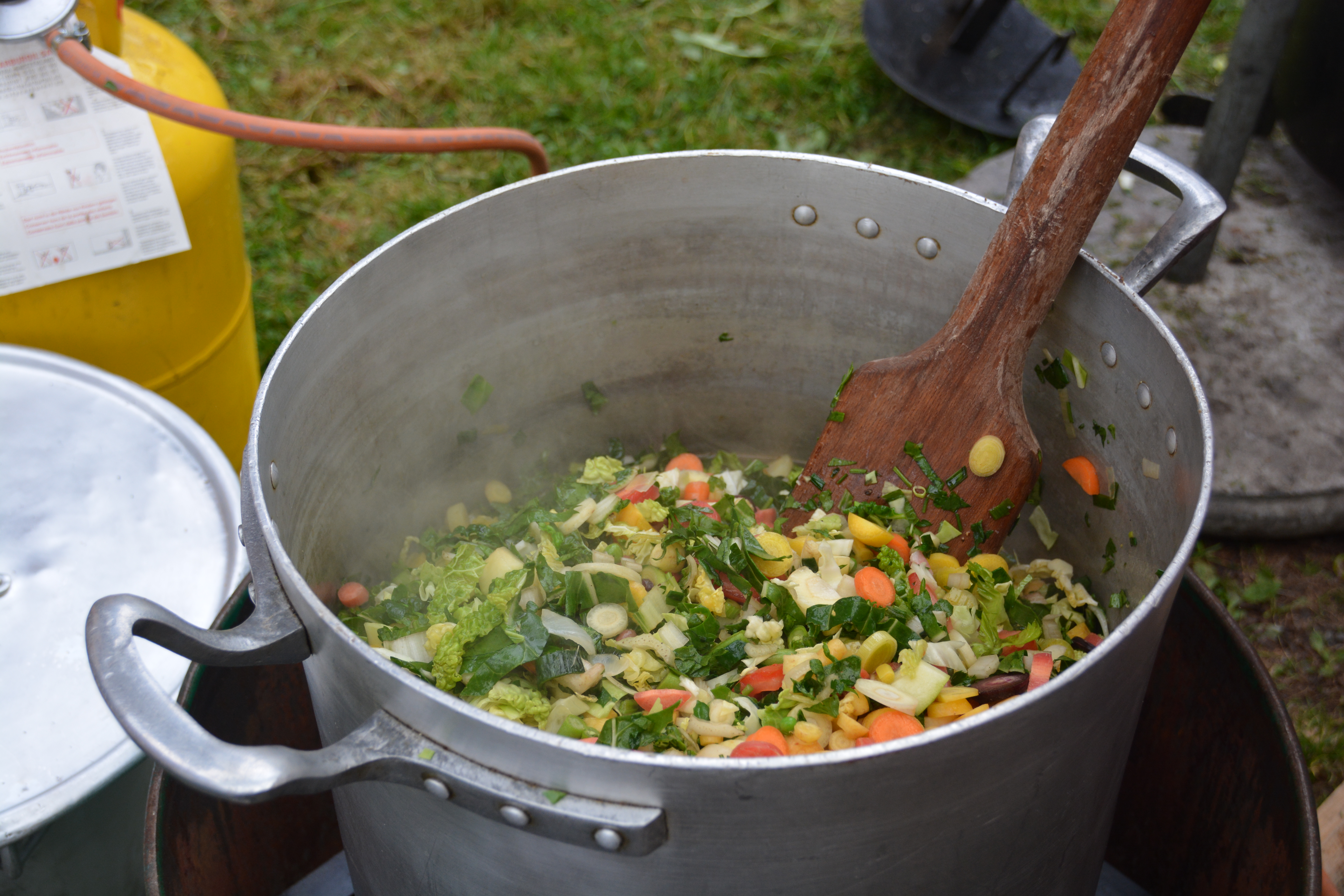
La soupe Måtzufåmm.

Situé devant le musée, le jardin potager est cultivé en collaboration avec la fondation ProSpecieRara. Dans l’esprit de la fondation suisse pour la diversité socioculturelle et génétique des végétaux et des animaux, ce jardin présente des variétés de fruits et légumes rares, notamment l'exceptionnel navet typique de Bosco Gurin, leRååfa, Raaftschi. Ces légumes servent à la préparation de la traditionnelle soupe Måtzufåmm, dont la recette a récemment été redécouverte, et qui est mise en valeur lors de la fête annuelle organisée par l’Association Walserhaus en collaboration avec le Groupe des costumes folkloriques.  

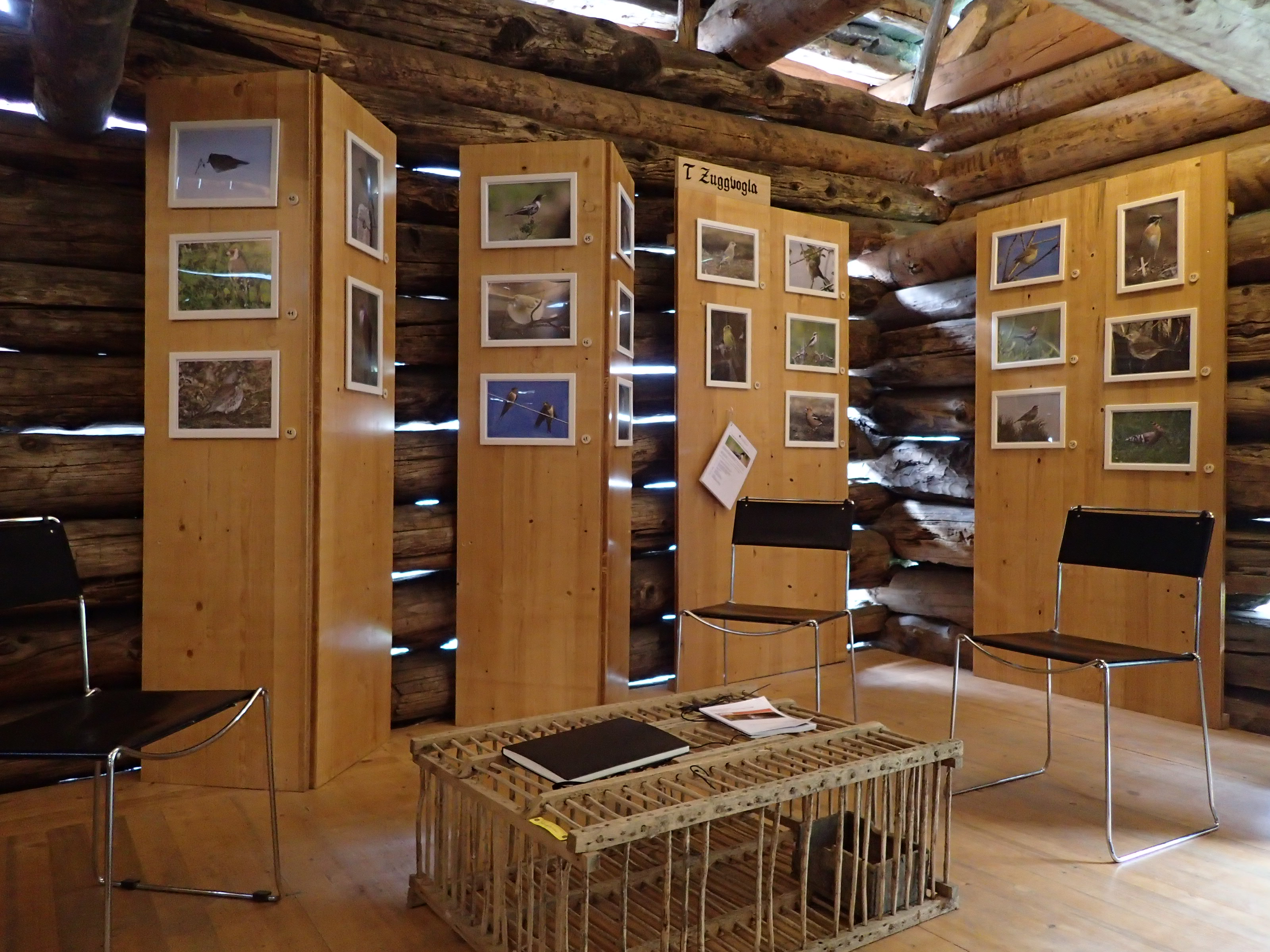
Exposition temporaire Ggurijnar Vegalti (les oiseaux de Bosco Gurin).

Le musée Walserhaus Gurin est reconnu par le canton Tessin comme musée ethnographique régional (Loi sur les musées ethnographiques régionaux – 18 juin 1990 et 4 juin 2002). L'institution fait partie de l’Association Internationale pour la Culture Walser (IVfW). À ce titre, il peut s'enorgueillir de diverses réalisations :  
- 2008 : en occasion du 70ème anniversaire du musée, un four à chaux a été remis en fonction en collaboration avec l’Association Paysage Bosco Gurin. Le produit a ensuite été employé pour restaurer une habitation historique.
- 2012 : l’exposition  "Le monde des Weltu" a illustré des légendes locales et des figures mythologiques vues par les artistes Elisabeth Flueler-Tomamichel et Kurt Hutterli.
- 2014 : la publication du vocabulaire Voci del dialetto di Bosco Gurin - Vocabolario dei sostantivi, projet initié par la Dr. fil. Emily Gerstner-Hirzel (1923 – 2003) et achevé par le musée.
- 2014-2019 : série d’expositions temporaires: Ggurijnar Chåårta (cartes postales), Ggurijnar Bliama (fleurs locales), Ggurijnar Vegalti (oiseaux ), Ggurijnar Schètz (bijoux).
- En cours de réalisation : projet de recherche linguistique pour la publication de Voci del dialetto di Bosco Gurin - Vocabolario dei verbi e altre parole, continuation des efforts visant à conserver la langue Ggurijnartitsch avec l’aide de l'Université de Zurich et du Schweizerisches Idiotikon.
- En cours de réalisation : Le projet Ggurijnar Schtåmmbömm – la généalogie de Bosco Gurin – permettra de rendre disponibles les arbres généalogiques complets de toutes les familles originaires de Gurin à partir de 1600.